# 두산타워
두산타워(斗山타워, 영어: Doosan Tower), 공식 약칭: 두타(영어: Doota)는 대한민국 서울특별시 중구 장충단로 275에 위치한 상업 및 업무용 빌딩이다. 1995년 12월에 착공하여 1998년에 완공된 후 1999년에 개장한 마천루이다. 용도는 업무시설과 상업시설이다. 높이는 156m이고 지상 34층, 지하 7층으로 구성되어 있다. 현재 서울 중구에서 가장 높은 건물이다,

## 역사
1995년 4월 지상 32층인 두산타워를 건립한다고 한다. 같은 해 12월에 착공하여 1997년 11월 18일 상량식이 있었다. 1998년에 완공한 지상 34층, 지하 7층의 대형 건물로 과거 15년간 사옥을 사용해 건물을 두산타워 새 사옥으로 이전한다고 하고 한다. 1999년 2월 패션 쇼핑몰 두산타워가 개장하였고 3월 15일 개점하였다. 2020년 두산타워 인수가 있는데 8,000억원에 매각한다고 한다. 매각 후 현재 두타몰과 그룹사가 입주중이다. 2022년 주차장 100면을 주민에게 개방했다.

## 높이
높이는 156m이고 층수는 지상 34층, 지하 7층이다. 현재 서울 중구에서 가장 높은 건물이다. 과거에는 1979년에 완공된 롯데호텔 서울(38층, 138m)이 서울 중구에서 가장 높았는데 1999년 개장 이후에는 두산타워(34층, 156m)가 서울 중구에서 가장 높은 마천루가 되었다.

## 특징
저층에서 쇼핑몰을 즐길 수 있고 고층에 있는 사무실에서 근무할 수 있다. 그리고 두산타워몰(두타몰)이 있다. 쇼핑몰은 현대백화점 면세점이다. 영업시간은 오전 10시 30분부터 밤 12시까지다. 구조는 철골구조, 철근콘크리트구조다. 철골철근콘크리트라는 구조가 있다. 슬라브 커튼월 구조로 내화구조의 마천루다.

## 내부 시설
7층 ~ 18층(13층 결층)에는 현대백화점 면세점이 있다. 지하 2층 ~ 5층에는 두타몰이 있다. 두산그룹의 본사가 이곳에 위치해 있다.
| 층수                | 시설                                                                                 |
| ------------------- | ------------------------------------------------------------------------------------ |
| 20층 ~ 34층         | 사무실                                                                               |
| 19층(D10)           | Gift Desk (기프트 데스크) Diamond Lounge (VIP 다이아몬드 라운지)                     |
| 18층(D9)            | D-Mart (리빙&가전 브랜드, 건강&식품, 주류)                                           |
| 17층(D8)            | D-Beauty (뷰티&헬스 브랜드 편집매장)                                                 |
| 16층(D7)            | D-Fashion (K-패션 디자이너 브랜드 편집 매장)                                         |
| 13층(D6)            | Fashion & Accessory (다양한 패션명품 및 피혁 브랜드 매장, 인기 액세서리 브랜드 매장) |
| 12층(D5)            | Luxury Boutique                                                                      |
| 11층(D4M)           | 공조실                                                                               |
| 10층(D4)            | K-Culture (한국 전통 공예품 및 다양한 디자인 상품 매장)                              |
| 9층(D3)             | K-Wave <태양의 후예> 한류관                                                          |
| 8층(D2)             | Watch & Jewelry                                                                      |
| 7층(D1)             | Cosmetics & Perfume (유명 수입화장품 브랜드 매장, 향수 특화존)                       |
| 6층                 | 현대백화점면세점 럭셔리관                                                            |
| 5층                 | 남성의류, GS25                                                                       |
| 4층                 | 뷰티, 노브랜드, 기념품                                                               |
| 3층                 | 사랑스러운 스타일의 여성의류, 구두                                                   |
| 2층                 | 세련된 감각의 여성의류, 라이프스타일 숍                                              |
| 1층                 | 글로벌컨셉스토어, 쉐이크쉑, 케이스캘러리                                             |
| 지하 1층            | 스포츠, 스트리트                                                                     |
| 지하 2층            | 수입편집숍, 두타아울렛, ABC마트, 다이소, 푸드코트                                    |
| 지하 6층 ~ 지하 3층 | 지하주차장                                                                           |
| 지하 7층            | 기계·전기실                                                                          |

## 대중문화
- 2010년 영화 - 도쿄택시
- 2015년 투니버스 어린이 드라마 - 출동 케이캅

## 갤러리

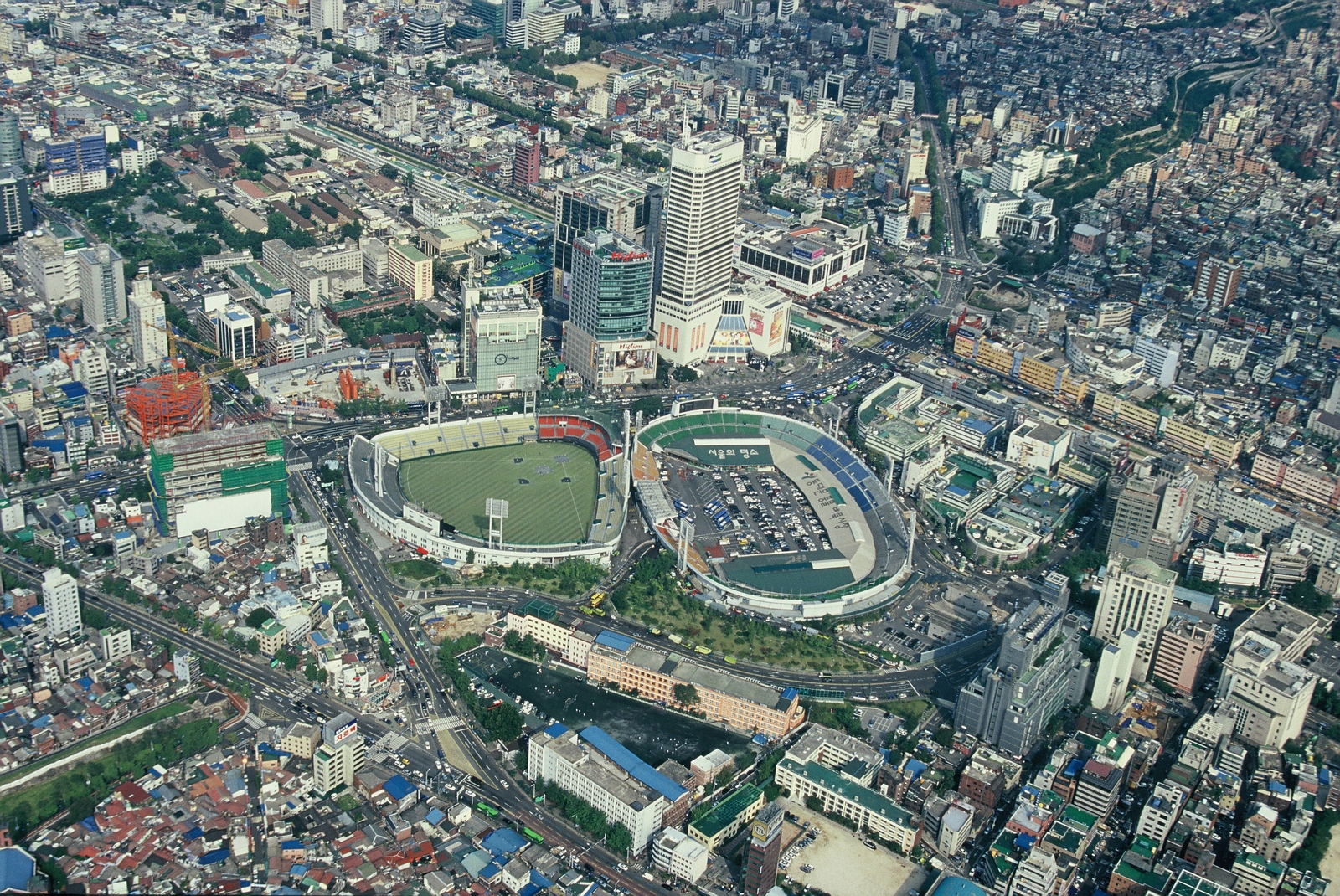
2005년 8월
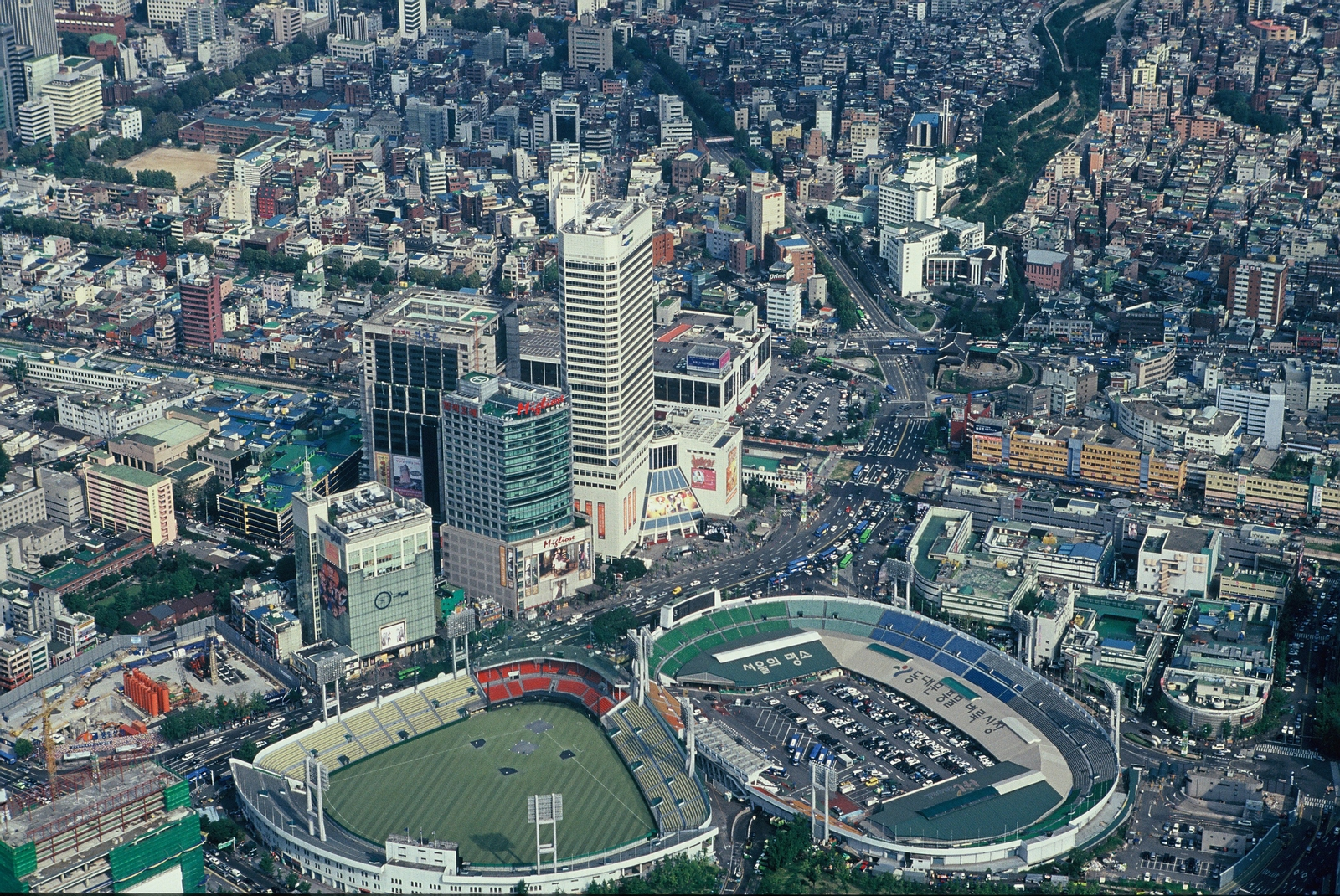
2005년 8월
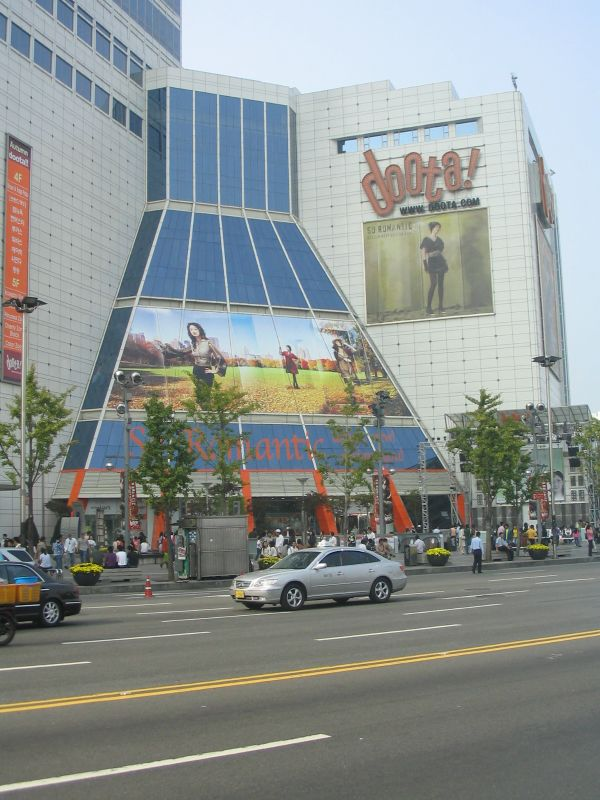
2006년 10월 24일
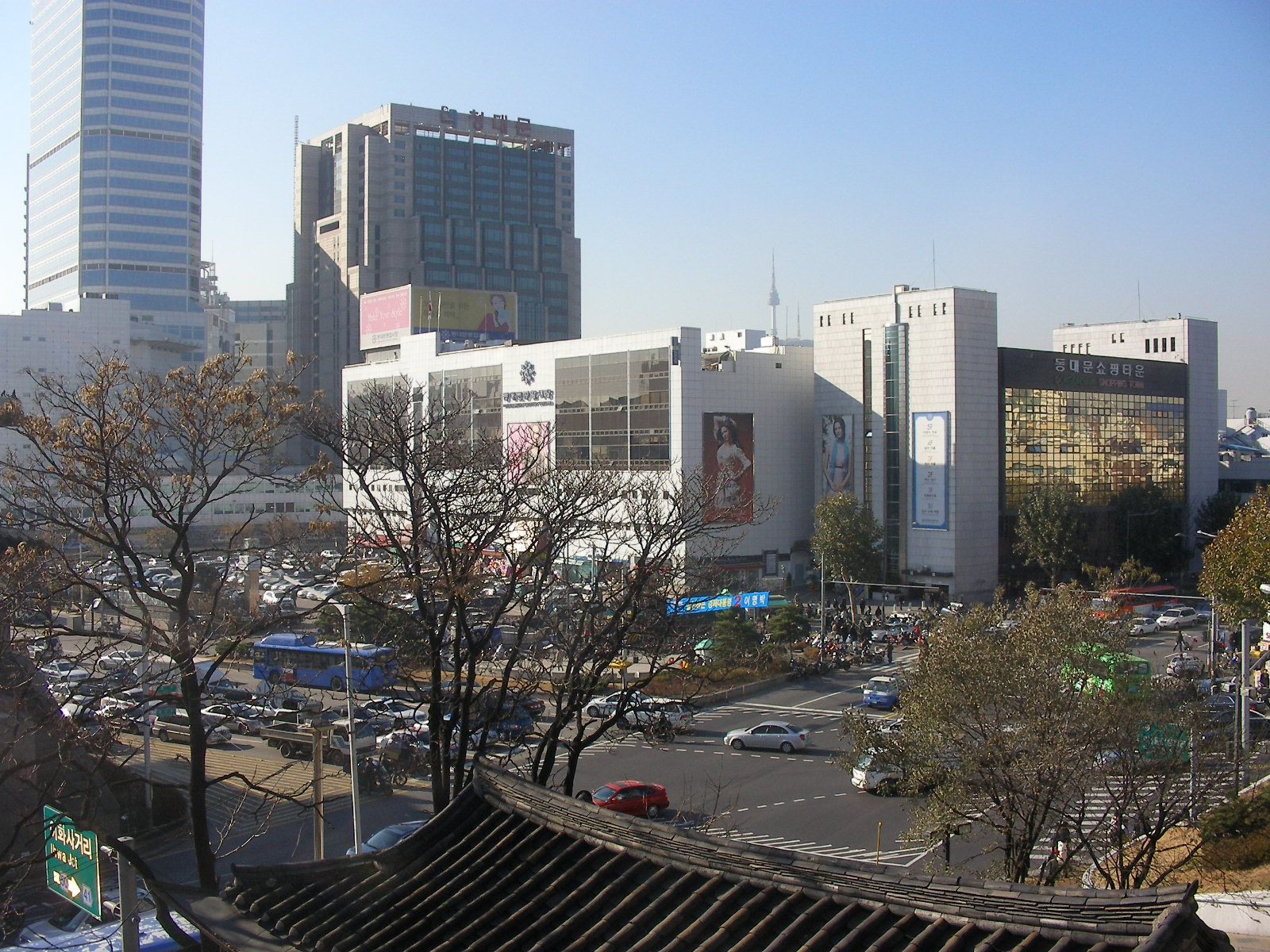
2007년 11월 29일
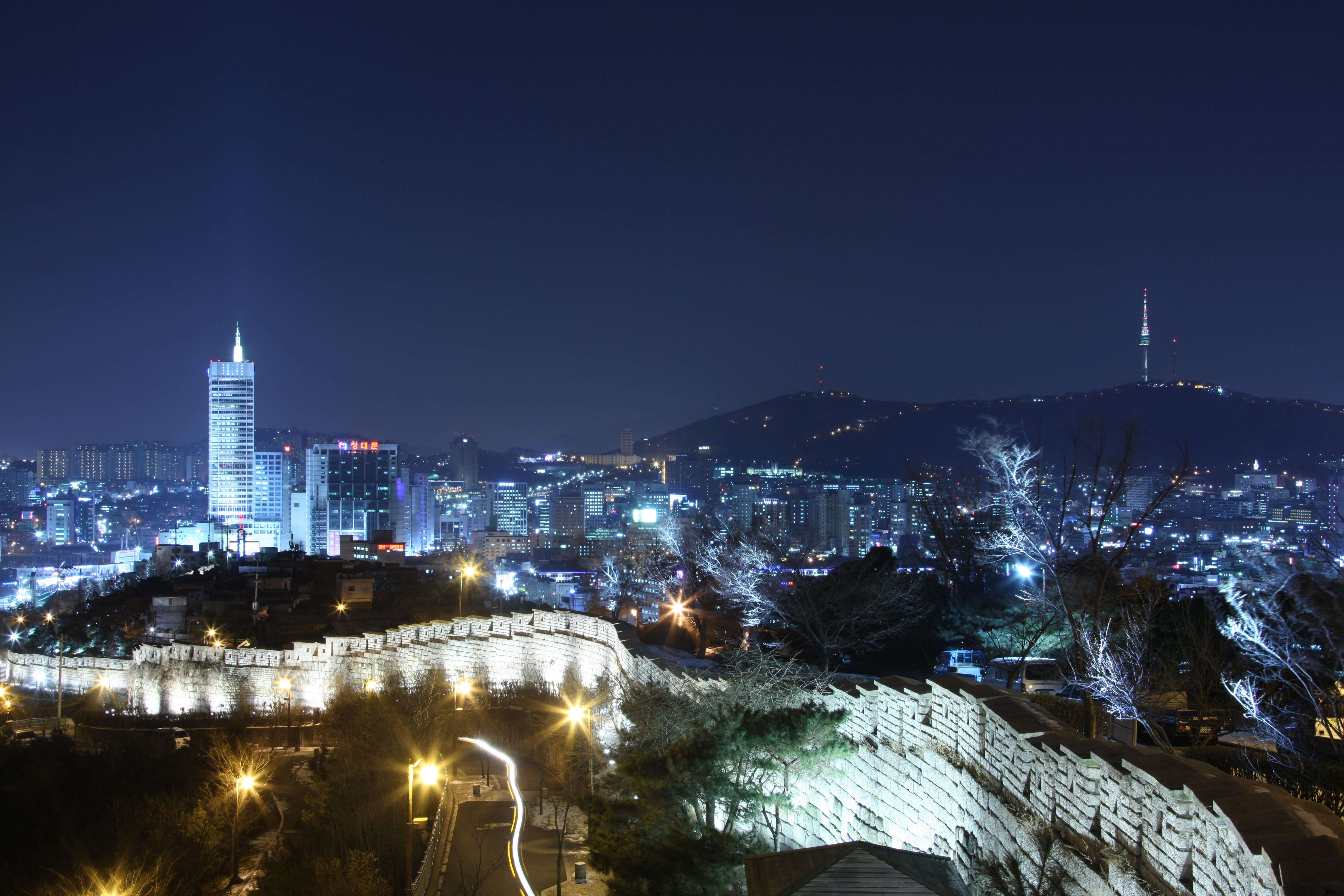
2008년 1월 23일
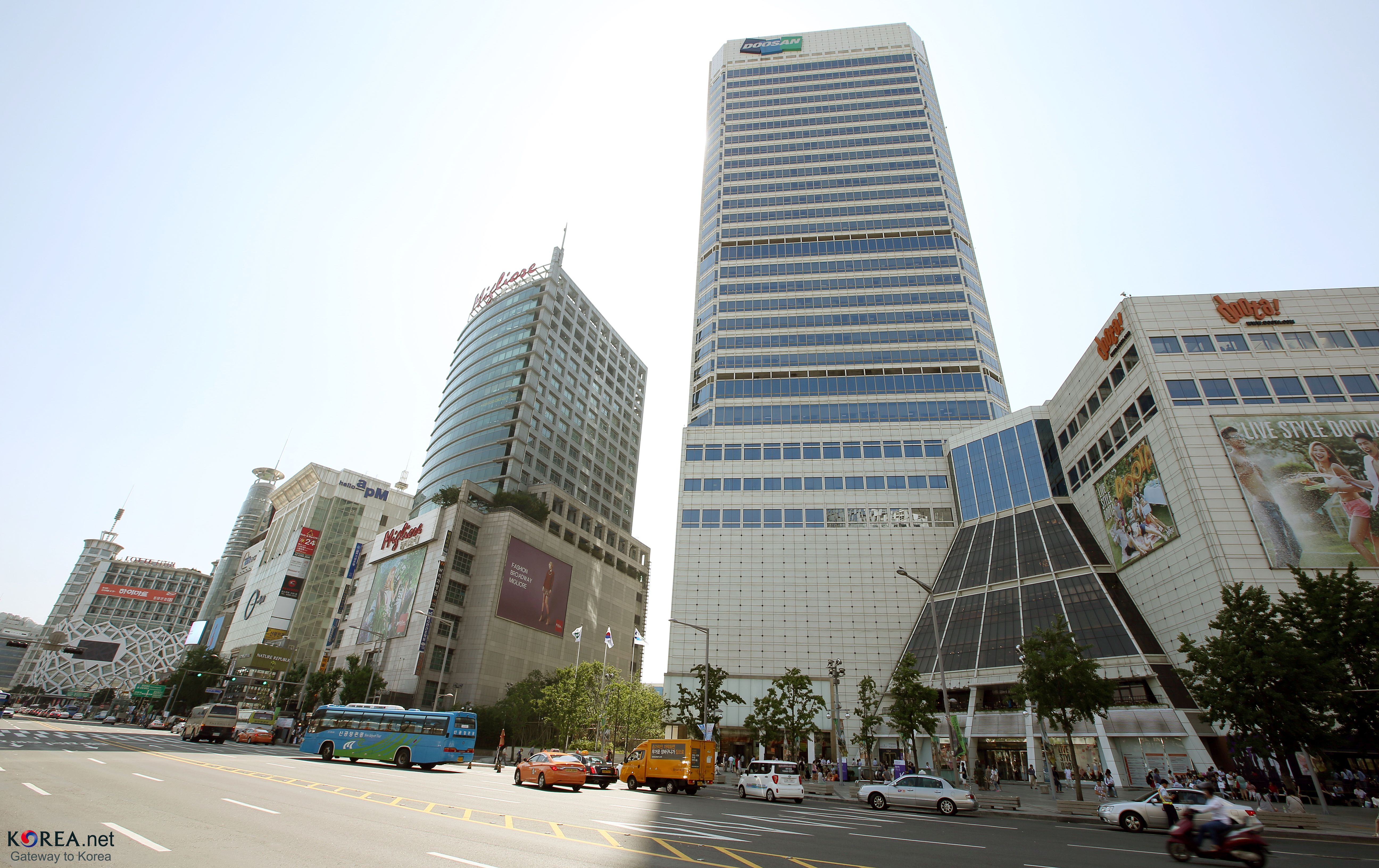
2014년 7월 11일
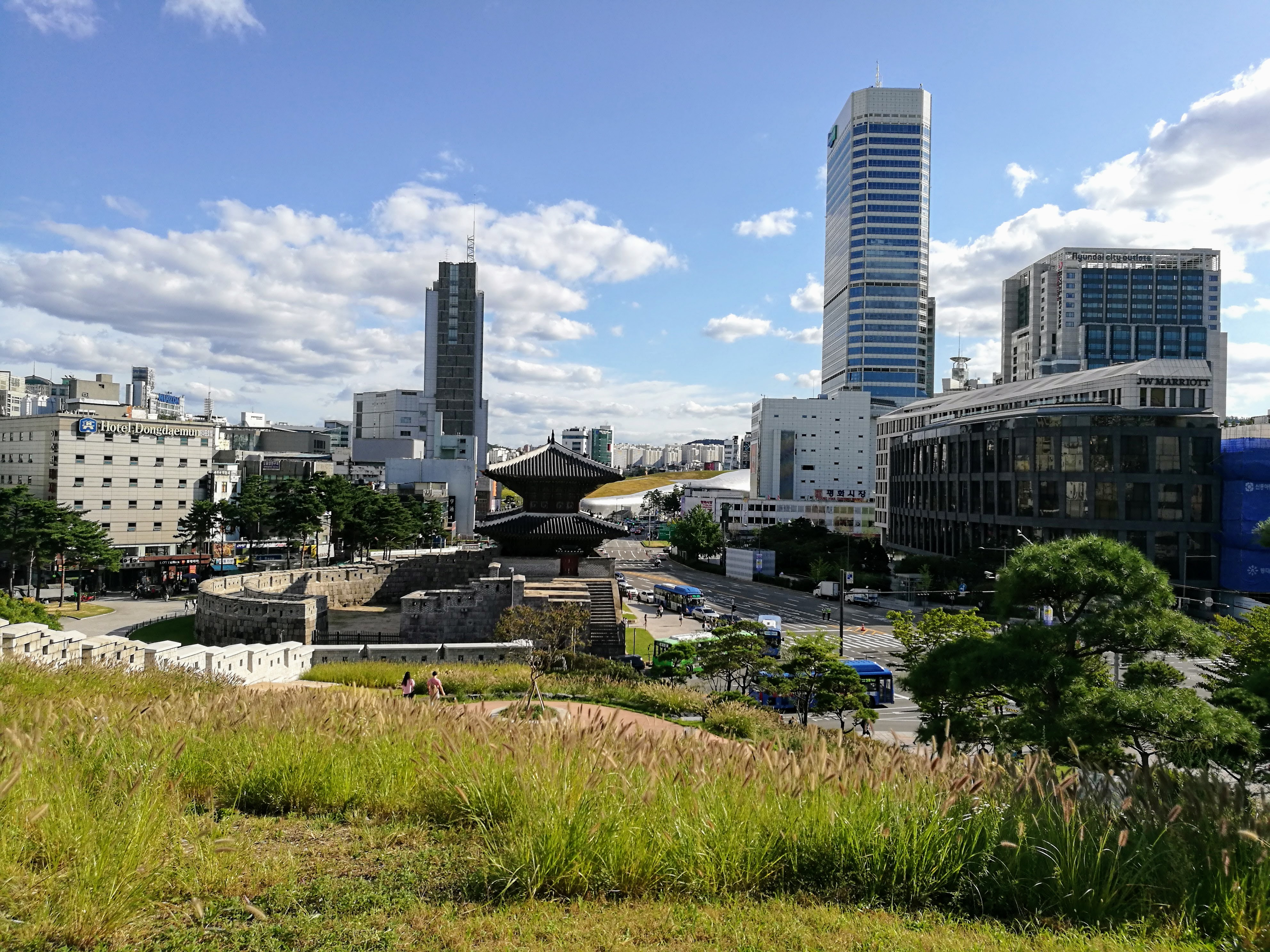
2017년 9월 16일
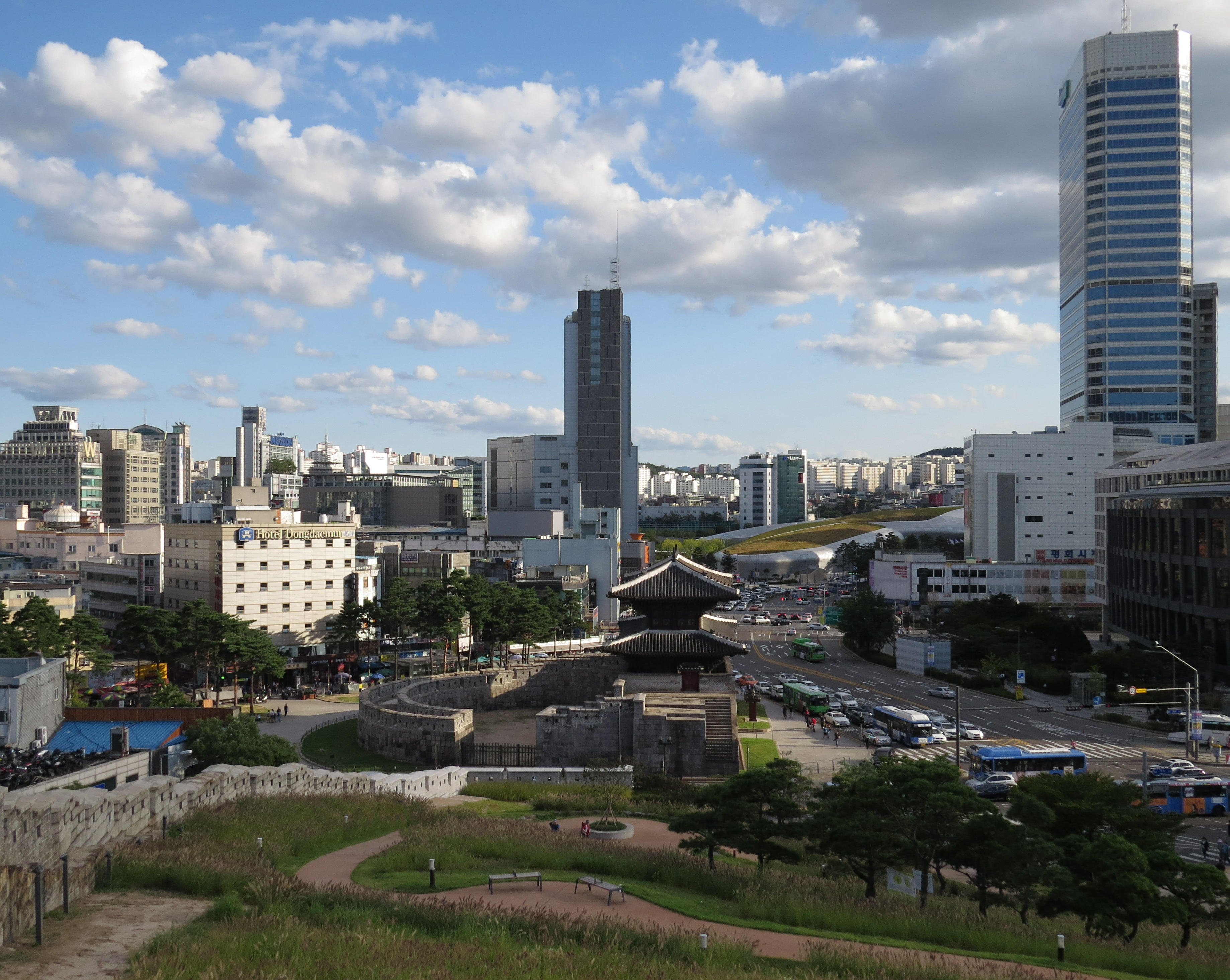
2017년 9월 16일
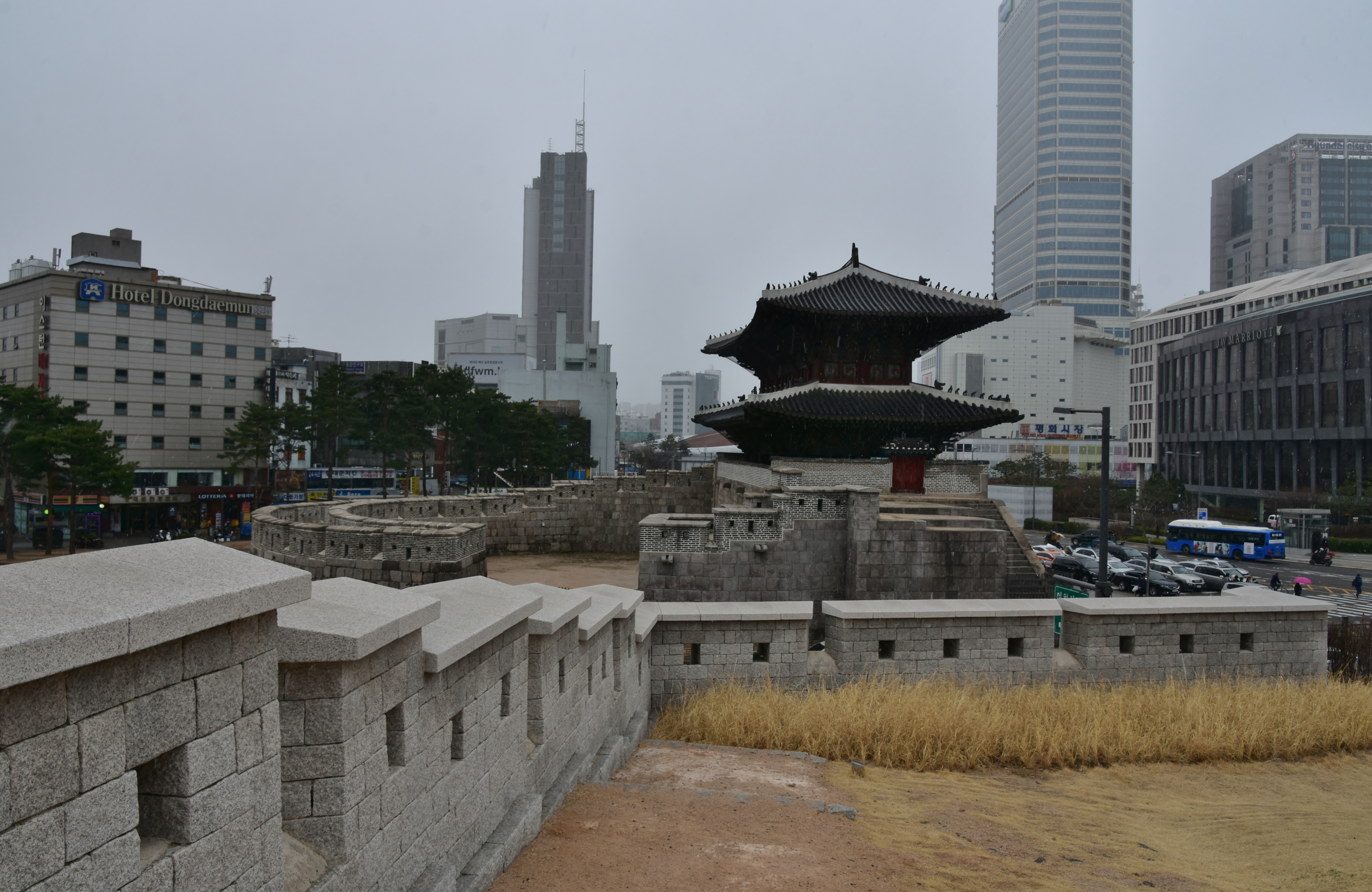
2018년 3월 21일
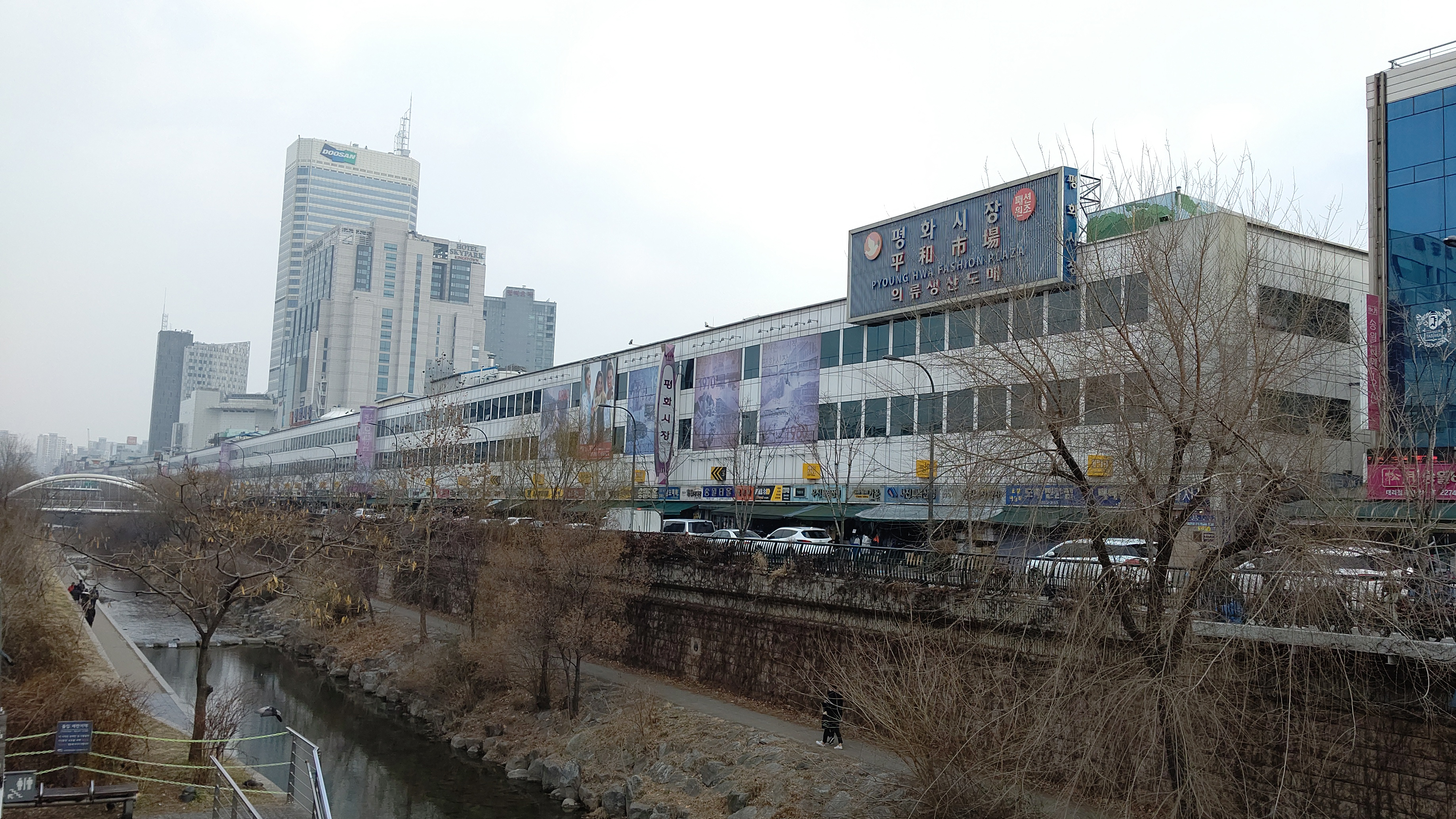
2020년 2월 1일
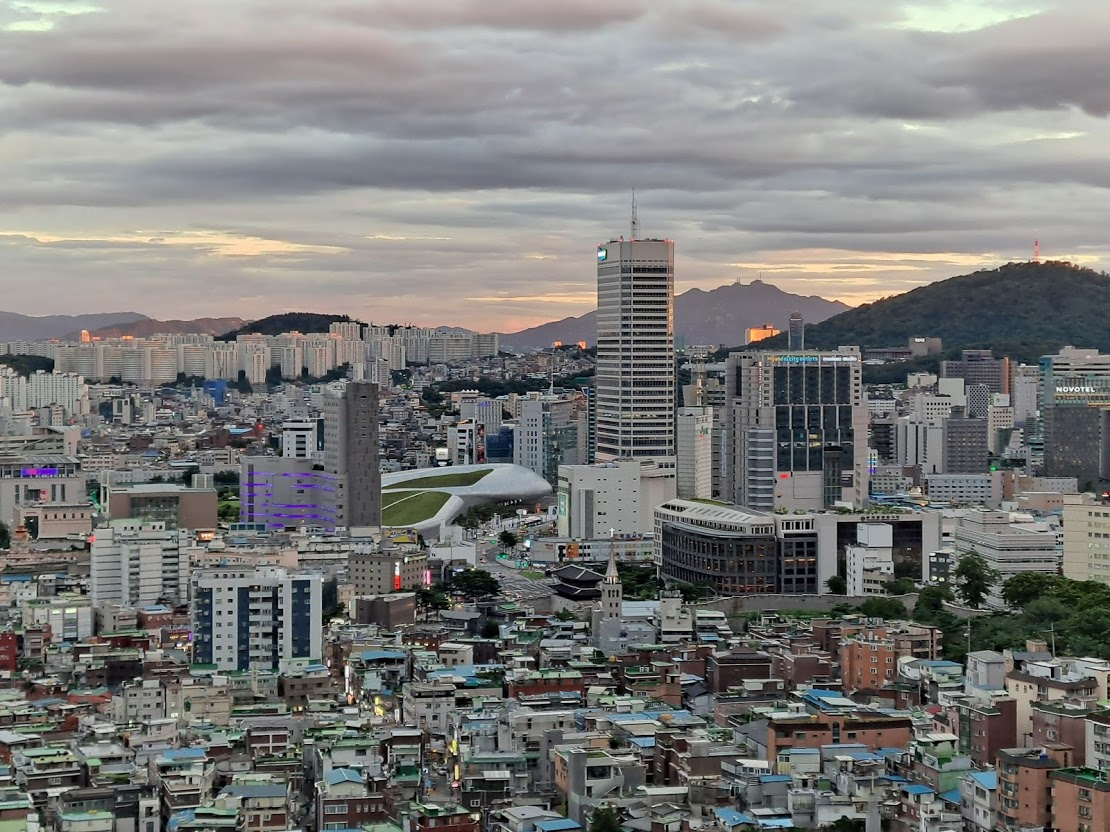
2020년 7월 25일
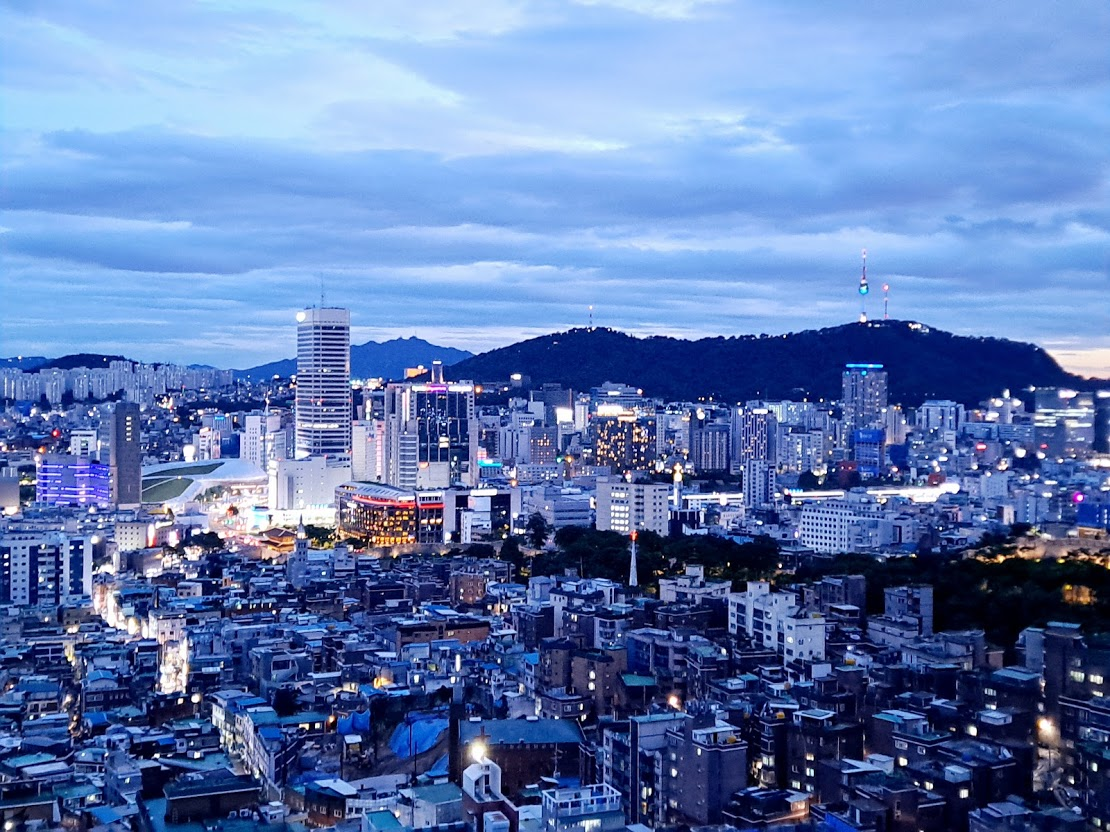
2020년 7월 25일

## 같이 보기
- 서울특별시의 마천루 목록